# Regionale Verkehrsgesellschaft Dahme-Spreewald
Die Regionale Verkehrsgesellschaft Dahme-Spreewald mbH (RVS) ist das größte Busunternehmen im Landkreis Dahme-Spreewald. Das Unternehmen beschäftigt direkt 256 Mitarbeiter auf 3 Betriebshöfen in Luckau (Hauptsitz), Lübben (Spreewald) und Mittenwalde. Sowie 5 kleinere Betriebsnebenstellen in Schönefeld, Teupitz, Dahme/Mark, Golßen und Straupitz (Spreewald). Mit 149 Bussen werden auf 53 Linien jährlich ca. 6,4 Millionen Fahrgäste befördert. Seit 1999 gilt im nördlichen Teil des Landkreises der VBB-Tarif. Im Jahr 2002 wurde dieser auf den gesamten Landkreis ausgeweitet. Nebenbei ist die RVS mit den Schulbusverkehren des Landkreises beauftragt.

## Fakten und Zahlen
- Firmengründung: 1. Juli 1991
- Mitarbeiter: 256
- Personenkilometer: 106 Mio.
- beförderte Personen: 6,4 Mio.
- Nutzwagenkilometer: 7,5 Mio.

## Liniennetz

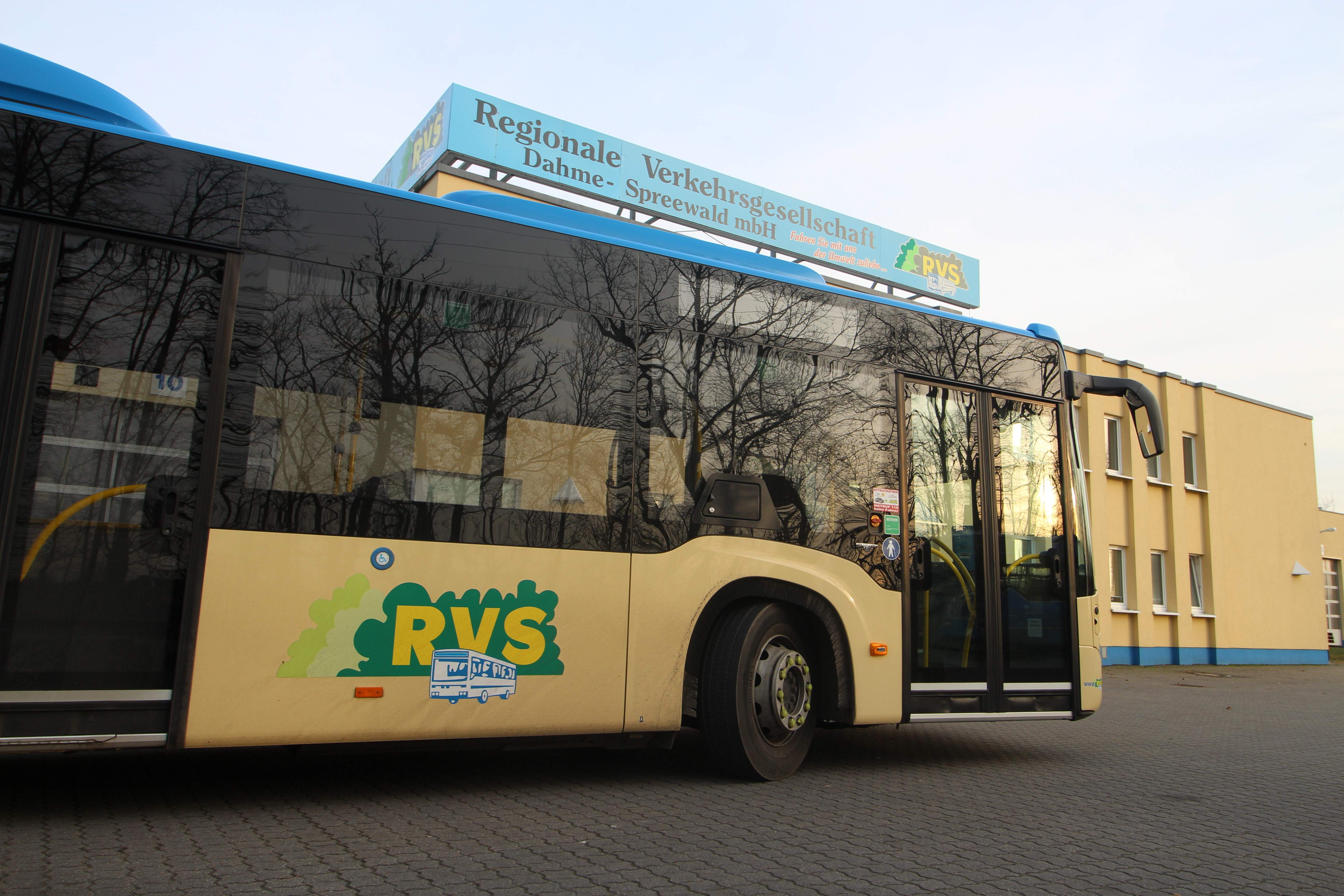

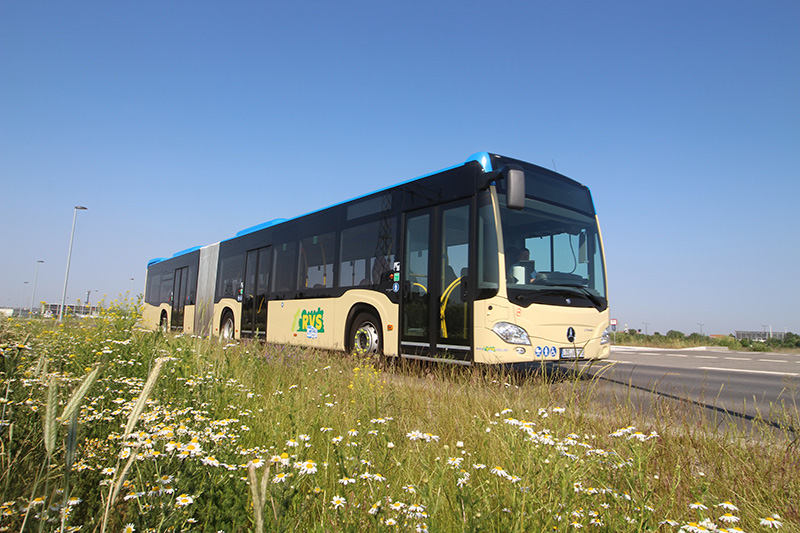

Das Liniennetz der RVS ist unterteilt in zwei Zonen: LDS Nord und LDS Süd. Auffällig ist dabei die Bildung von zentralen Knoten in den einzelnen Zonen, welche den früheren Kreisstädten der drei Altkreise gleichen (die Bahnhöfe Königs Wusterhausen und Lübben sowie der Busbahnhof Luckau).
Zum 5. Juli 2018 wurden bei der RVS die ersten PlusBus-Linien (PlusBus Spreewald) eingeführt: von Lübben (Spreewald) aus nach Luckau (Linie 472) und nach Burg (Spreewald) (Linie 500). Seit dem 9. August 2020 fahren die Linien 735 und 736 von Königs Wusterhausen zum Flughafen Berlin Brandenburg Terminal 1-2 als „PlusBus Airport-Region“. Ebenso ist seit August 2020 Nachtverkehr im nördlichen Teil des RVS-Liniennetzes möglich. Der Nachtverkehr wird über den Betriebshof Mittenwalde mit der Linie N36 (Mittenwalde – Königs Wusterhausen, Fontane-Center  – Wildau – Miersdorf – Flughafen Berlin-Brandenburg Terminal 1-2) bedient.
Im August 2022 startete die RVS eine neue Linienkonstellation im Mittenwalde, wodurch Rangsdorf und Zossen jeweils stündlich und Königs Wusterhausen dreimal in der Stunde bedient werden.
Zum 1. September 2024 wurde, in Zusammenarbeit mit dem Busverkehr Oder-Spree die Linie 428 zum PlusBus (PlusBus Airport-Region) aufgewertet und bis Königs Wusterhausen verlängert.
- LDS Nord:

| Linie | Strecke |
| ----- | --- |
| 263   | Berlin S Grünau – Waltersdorf                                                                              |
| 428   | PlusBus Airport-Region: S Königs Wusterhausen Bhf – Ziegenhals – Wernsdorf – Neu Zittau – S Erkner Bhf/ZOB |
| 477   | Massow – Brand – Halbe – Groß Köris                                                                        |
| 721   | S Königs Wusterhausen Bhf – Zernsdorf – Kablow-Ziegelei                                                    |
| 722   | S Königs Wusterhausen Bhf – Senzig – Bindow                                                                |
| 723   | S Königs Wusterhausen Bhf – Friedersdorf – Kolberg                                                         |
| 724   | S Königs Wusterhausen Bhf – Prieros – Streganz                                                             |
| 725   | Münchehofe – Märkisch Buchholz – Halbe – Teupitz                                                           |
| 726   | Bestensee – Motzen – Teupitz – Groß Köris Bhf                                                              |
| 727   | S Königs Wusterhausen Bhf – Pätz – Groß Köris – Teupitz                                                    |
| 728   | S Königs Wusterhausen Bhf – Mittenwalde – Ragow – Rangsdorf Bhf                                            |
| 729   | S Königs Wusterhausen Bhf – Mittenwalde – Töpchin oder Kallinchen                                          |
| 730   | S Königs Wusterhausen Bhf – Mittenwalde – Telz – Zossen                                                    |
| 731   | Ring Zeuthen                                                                                               |
| 733   | (S Königs Wusterhausen Bhf –) Wernsdorf – Berlin-Schmöckwitz – S Zeuthen                                   |
| 734   | S Zeuthen – S Eichwalde                                                                                    |
| 735   | PlusBus Airport-Region: Königs Wusterhausen – Wildau – Flughafen BER – Terminal 1-2                        |
| 736   | PlusBus Airport-Region: Königs Wusterhausen – Wildau – Flughafen BER – Terminal 1-2                        |
| 737   | Königs Wusterhausen – S Wildau – A10 Center                                                                |
| 738   | Waltersdorf – S Eichwalde – S Wildau – A10 Center                                                          |
| 739   | Stadtlinie Königs Wusterhausen                                                                             |
| 741   | Karlshof – Waltersdorf – Flughafen BER – Terminal 1-2 – Schönefeld Nord                                    |
| 742   | (Schönefeld Nord –) Flughafen BER – Terminal 1-2 – Waßmannsdorf – Großziethen – Buckow-Süd                 |
| 743   | S Lichtenrade – Großziethen – Buckow-Süd                                                                   |
| 744   | U Rudow – Großziethen – Buckow-Süd (– U Johannisthaler Chaussee)                                           |
| 790   | (Mittenwalde nur Wochenende–) Gallun – Motzen – Kallinchen – Zossen                                        |
| N36   | Mittenwalde – Königs Wusterhausen – Wildau – Schulzendorf – Flughafen Berlin-Brandenburg Terminal 1-2      |

- LDS Süd:

| Linie | Strecke                                                                          |
| ----- | -------------------------------------------------------------------------------- |
| 465   | Luckau – Calau                                                                   |
| 466   | Luckau – Uckro – Dahme/Mark                                                      |
| 467   | Luckau – Drahnsdorf – Dahme/Mark                                                 |
| 468   | Luckau – Golßen                                                                  |
| 469   | Luckau – Kümmritz – Golßen                                                       |
| 470   | Golßen – Dahme/Mark                                                              |
| 471   | Luckau – Zaacko                                                                  |
| 472   | PlusBus Spreewald: Lübben (Spreewald) – Duben – Luckau                           |
| 473   | Luckau – Schwarzenburg                                                           |
| 474   | Luckau – Fürstlich Drehna – Luckau                                               |
| 475   | Luckau – Lübbenau/Spreewald                                                      |
| 476   | Golßen – Lübben (Spreewald)                                                      |
| 500   | PlusBus Spreewald: Lübben (Spreewald) – Straupitz (Spreewald) – Burg (Spreewald) |
| 502   | Lübben (Spreewald) – Birkenhainchen                                              |
| 504   | Schlepzig – Gröditsch                                                            |
| 506   | Lübben (Spreewald) – Neuendorf am See – Märkisch Buchholz                        |
| 507   | Lübben (Spreewald) – Neu Lübbenau                                                |
| 508   | Goyatz – Straupitz (Spreewald) – Burg (Spreewald)                                |
| 509   | Goyatz – Radensdorf – Alt Zauche – Straupitz (Spreewald) – Burg (Spreewald)      |
| 510   | Goyatz – Lieberose – Straupitz (Spreewald)                                       |
| 511   | Zaue – Goyatz – Straupitz (Spreewald) Spreewaldbahnlinie                         |
| 512   | Lübben (Spreewald) – Hartmannsdorf                                               |
| 513   | Glietz – Gröditsch                                                               |
| 516   | Lübben (Spreewald) – Gröditsch                                                   |
| 517   | Lieberose – Leeskow/Staakow                                                      |
| 518   | Stadtlinie Lübben (Spreewald)                                                    |
| 519   | Goyatz – Lieberose – Zaue Lieberoser Heidelinie                                  |

## Geschichte
1991 wurde die Regionale Verkehrsgesellschaft Dahme-Spreewald mbH unter dem ursprünglichen Namen Regionale Verkehrsgesellschaft Spreewald mbH (RVS) gegründet. Zu Beginn umfasste das Unternehmen Niederlassungen in Luckau, Lübben und Lübbenau. Ein Jahr später, im Jahr 1992, gründete man die Tarif- und Fahrplangemeinschaft Niederlausitz (TFG), die einen gemeinsamen Fahrplan und einen einheitlichen Gemeinschaftstarif für die Region einführte.
Im Jahr 1994 nahm die Gesellschaft einen neuen Omnibusbetriebshof in Luckau in Betrieb. 1995 erhöhte die RVS ihr Stammkapital von 50.000 DM auf 2.000.000 DM und schloss die Erneuerung des Fuhrparks ab. In den Jahren 1996 und 1997 wurden die Omnibusbetriebshöfe in Lübben und Lübbenau modernisiert.
1998 erfolgte eine bedeutende Änderung, als die Niederlassung Lübbenau auf den Südbrandenburger Nahverkehr (SBN) übertragen wurde. 1999 begann die Regionale Verkehrsgesellschaft mit der Mitarbeit in der Brandenburger Unternehmensgemeinschaft ÖPNV (BUG). In diesem Jahr wurde außerdem die Verkehrsgesellschaft Königs Wusterhausen/Zossen mbH aufgespalten, wobei die Niederlassung Mittenwalde auf die RVS überging. Die Gesellschaft nahm gleichzeitig die Umfirmierung in die Regionale Verkehrsgesellschaft Dahme-Spreewald mbH vor. Zudem wurde ein Kooperationsvertrag mit dem Verkehrsverbund Berlin-Brandenburg (VBB) unterzeichnet, der die Einführung des VBB-Tarifs im nördlichen Teil des Landkreises ermöglichte.
2001 gründete die RVS ein Tochterunternehmen für den Fahrdienst, die NAN Busverkehr GmbH. Ein Jahr später, 2002, wurde der VBB-Tarif auch im südlichen Teil des Landkreises Dahme-Spreewald eingeführt. 2003 erfolgte die Auslieferung des Traditionsbusses Ikarus 256, der seitdem auch für Charterfahrten zur Verfügung stand.
2004 wurde die Zeitung „20cent“ in den Bussen eingeführt, und Fahrplankästen für sehbehinderte Menschen wurden an den Haltestellen in Königs Wusterhausen, Lübben und Luckau installiert. Ein Jahr später, 2005, konnten Fahrgäste erstmals Fahrplanauskünfte via SMS erhalten, und bargeldloses Bezahlen per EC-Karte in den Bussen wurde möglich.
Das Jahr 2006 markierte das 15-jährige Bestehen der Regionale Verkehrsgesellschaft Dahme-Spreewald mbH sowie das 5-jährige Jubiläum der NAN Bus. In diesem Jahr wurde auch das Rechnergestützte Betriebsleitsystem (RBL-System) offiziell in Betrieb genommen. 2007 gründete die Gesellschaft die Tochtergesellschaft NAN Service GmbH.
Im Jahr 2008 übernahm die RVS als Generalauftragnehmer den Shuttleverkehr für die Internationale Luftfahrtausstellung (ILA). Zudem wurde die Betriebsnebenstelle in Golßen modernisiert und ein neuer Standort am Flughafen Schönefeld eröffnet. 2009 führte die Gesellschaft einen neuen Leseservice ein, bei dem die Lausitzer Rundschau als Bordexemplar für Ticketkunden zur Verfügung stand. Ebenso wurde die Busflotte umfassend erneuert.
2010 begann die Zusammenarbeit mit dem BürgerBus Lieberose/Oberspreewald e. V. für die Linien 511 und 519, und die IT-Infrastruktur des Unternehmens wurde grundlegend erneuert. Im Jahr 2011 feierte die Regionale Verkehrsgesellschaft Dahme-Spreewald ihr 20-jähriges Bestehen.
Im Jahr 2012 fusionierten die bisherigen Tochtergesellschaften NAN-Bus und NAN-Service mit dem Mutterunternehmen RVS. 2013 erfolgte die Inbetriebnahme der Verknüpfungspunkte in Wildau und Uckro. Ein Jahr später, 2014, zog die Betriebsnebenstelle von Märkisch Buchholz nach Teupitz um und der Betriebshof in Dahme wurde verlegt.
2015 verstärkte die Regionale Verkehrsgesellschaft Dahme-Spreewald den Shuttleverkehr und nahm an der ersten „Langen Nacht der Industrie“ im Norden des Landkreises teil. Zudem wurde der Stadtlinienverkehr in Lübben und Königs Wusterhausen ausgebaut. 2016 feierte das Unternehmen sein 25-jähriges Bestehen und nahm das neue Busnetz Schenkenländchen in Betrieb.
Der neue Geschäftsführer Siegfried Richter trat 2017 seine Tätigkeit an, und gleichzeitig wurde der elektronische Fahrausweis eingeführt. 2018 nahm die Gesellschaft die PlusBus-Linien 472 (Luckau – Lübben) und 500 (Lübben – Burg) in Betrieb.
2019 ermöglichte die RVS, in Zusammenarbeit mit der Fahrschule Zimmermann, Bewerbern den Erwerb des Führerscheins der Klasse D, mit der Aussicht auf eine anschließende Anstellung als Busfahrer. 2020 wurden die PlusBus-Linien 735 und 736 eingeführt, was die Qualität der Angebote für Fahrgäste weiter verbesserte. Gleichzeitig wurde das Fahrtangebot rund um den Flughafen BER erweitert, und 16 neue Mitarbeiter wurden durch die Initiative „Als Quereinstieg zum Busfahrer“ gewonnen.
Im Jahr 2021 feierte die Regionale Verkehrsgesellschaft Dahme-Spreewald ihr 30-jähriges Bestehen. Zu den neuen Entwicklungen gehörten die Einführung neuer Linien, darunter die Anbindung des Funkerberges in Königs Wusterhausen (Linie 730), das Gewerbegebiet Niederlehme (Linie 732) und der Zeuthener Winkel (Linie 731). Zudem wurden neue DFI-Anzeigen an den Haltestellen „S Waßmannsdorf“, „Miersdorf, See“ und „S Zeuthen“ installiert.